# Odontocera petiolata
Odontocera petiolata là một loài bọ cánh cứng trong họ Cerambycidae.